# Gudenus
Gudenus est le nom d'une famille de la noblesse autrichienne.

## Histoire
La famille est originaire de Spangenberg, dans la Hesse-Cassel. Le nom apparaît pour la première fois en 1594 par Christoffel Gude(nus), écoutète de la Hesse-Cassel à Sontra.
Moritz Gudenus (1596–1680), prédicateur réformé, quitte Marbourg en 1625 en raison de sa religion. Il devient catholique en 1630, sert l'Électorat de Mayence et meurt comme bailli à Treffurt. Parmi ses cinq fils, l'aîné, Johann Daniel (1624–94), est docteur en théologie, évêque titulaire d'Utique et auxiliaire de Mayence. Le deuxième, Johann Christoph Freiherr von Gudenus, est juriste, conseiller de l'Électorat, ministre-résident à Vienne et à la cour Palatine. Il fonde la ligne de comtes de Basse-Autriche en 1709, le frère Urban Ferdinand Gudenus fonde la ligne de Styrie en 1732. Les lignées de Georg Friedrich, huissier à Treffurt, et Johann Mauritz Bodo, écoutète, disparaissent au XVIIIe siècle. Parmi les fils de ces derniers, Christoph Ignaz, est évêque titulaire d'Anémour et auxiliaire d'Erfurt, et Johann Leopold, évêque titulaire de Pergame (de) et auxiliaire de Worms, tandis que Friedrich Wilhelm est feldzeugmeister du Cercle de Franconie.
La noblesse est accordée le 5 mars 1668 aux frères Christoph, Johann Daniel, Urban Ferdinand et Johann Moritz Gudenus. L'indigénat hongrois est accordé le 5 décembre 1703. L'inkolat de Bohème est accordé le 15 avril 1756 à Franz de Paula von Gudenus.
La famille reçoit le 14 juin 1907 un siège héréditaire à la Chambre des seigneurs, la chambre haute du Reichsrat.
Le 16 août 1907, l'empereur François-Joseph accorde à Gabriel Gudenus et sa descendance (installée à Bad Ischl) le titre de comte.

## Personnalités célèbres
- Johann Daniel von Gudenus (1624–1694), évêque auxiliaire d'Erfurt
- Johann Moritz von Gudenus (1639–1688)
- Christoph Ignatius von Gudenus (1674–1747), évêque auxiliaire d'Erfurt
- Johann Leopold von Gudenus (de) (1676–1713), évêque auxiliaire de Worms
- Valentin Ferdinand Gudenus (1679–1758), juriste et historien
- Daniel Moritz Gudenus (1681–1749), écoutète d'Erfurt
- Philipp Franz von Gudenus (1710–1783), militaire, dessinateur du manuscrit de Gudenus
- Josef von Gudenus (1841–1919), propriétaire foncier et homme politique autrichien
- Leopold von Gudenus (1843–1913), propriétaire foncier et homme politique autrichien
- Johann Baptist Gudenus (1908–1968), sportif autrichien
- John Gudenus (né en 1940), homme politique autrichien
- Johann Gudenus (né en 1976), homme politique autrichien (FPÖ)

La grotte Gudenus est baptisée en hommage à la famille.

## Source de la traduction
- (de) Cet article est partiellement ou en totalité issu de l’article de Wikipédia en allemand intitulé « Gudenus » (voir la liste des auteurs).